# Lepidodexia hirculus
Lepidodexia hirculus is een vliegensoort uit de familie van de dambordvliegen (Sarcophagidae). De wetenschappelijke naam van de soort is voor het eerst geldig gepubliceerd in 1910 door Daniel William Coquillett.